# بومباردييه إيروسبيس
بومباردييه إيروسبيس هو قسم لشركة بومباردييه، وهي ثالث أكبر شركة لتصنيع الطائرات في العالم بعد ايرباص وبوينغ. يقع مقرها الرئيسي في دورفال، كويبك، كندا.
يعمل أكثر من 35,500 موظف في بومباردييه إيروسبيس، يقومون بتصميم وتصنيع ودعم منتجات الطيران المبتكرة لرجال الأعمال، وأسواق الطائرات التجارية والمتخصصة والبرمائية. وتنتج أكبر مجموعة من الطائرات تعد الأكثر شمولا وتحتل الترتيب رقم واحد في إنتاج طائرات رجال الأعمال والطائرات الإقليمية. ولديها خدمات عالية الأداء في وضع معايير للتميز في العديد من الأسواق، وتشمل منتجاتها:
- طائرات رجال الأعمال: ليرجيت، تشالينجر والأسر الطائرات العالمية
- الطائرات التجارية : جديد برنامج CSeries، CRJ Series والأسر طائرة Q-سلسلة
- طائرة برمائية : بومباردييه 415 و415 طائرة بومباردييه MP
- جت حلول السفر: Flexjet
- حلول الطائرات المتخصصة: طائرات بومباردييه تعديل للبعثات الخاصة
- خدمات النقل الجوي والتدريب: قطع غيار الطائرات، الصيانة، والتدريب الشامل والدعم الفني والمطبوعات، والخدمات عبر الإنترنت

## وصلات خارجية
- الموقع الرسمي